# Subsalicilato de bismuto
El subsalicilato de bismuto es un medicamento usado para el tratamiento de la indigestión, el malestar estomacal, la diarrea y otros malestares temporales del tracto gastrointestinal. Comúnmente se le conoce como «bismuto rosa»[cita requerida] debido al colorante usualmente añadido por cuestiones de marketing (la sustancia pura es blanca), y es el elemento principal del Pepto-Bismol y Bis Bacter.
Sirve para los dolores de cabeza y de estómago.

## Usos médicos

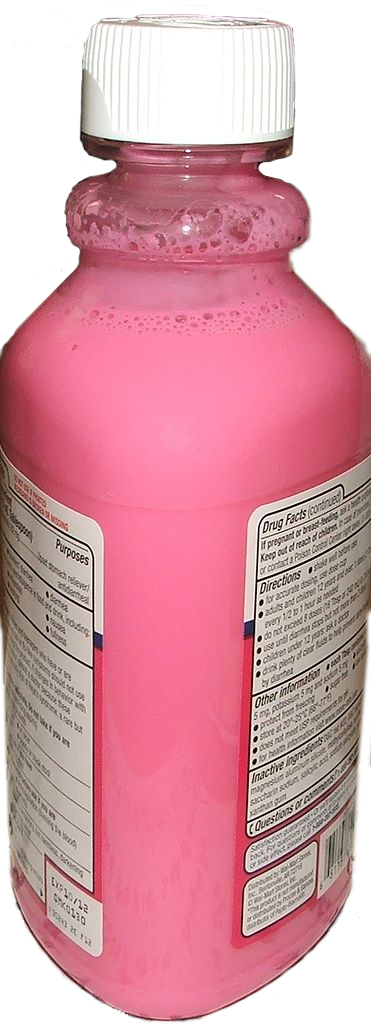
Vista trasera de una versión genérica de Pepto-Bismol.

El subsalicilato de bismuto es usado para tratar la diarrea, pirosis (acidez estomacal) y malestar estomacal, en adultos y niños mayores de 12 años. Pertenece a una clase de medicamentos llamados agentes antidiarréicos. Funciona al disminuir el flujo de líquidos y electrolitos hacia las heces, reduce la inflamación dentro de los intestinos y puede matar a los microorganismos que causan la diarrea.